# Viaduc de la Nièvre
Le viaduc de la Nièvre est un pont routier de l'autoroute française A16 franchissant la Nièvre, un affluent de la Somme à Flixecourt et Ville-le-Marclet.

## Présentation
Il est à 2 x 2 voies, d'une longueur de 210 mètres, à environ 45 mètres d'altitude et la chaussée refaite à neuf en 2009.